# Moritzska gården
Moritzska gården är en äldre träbyggnad i centrala Umeå, ritad av arkitekten Carl Fridolf Engelbert Sandgren (1854–1936). Den rikt utsmyckade byggnaden uppfördes 1891 i kvarteret Idun, vid korsningen mellan Rådhusesplanaden och Skolgatan invid nuvarande Vasaplan, som bostad åt Carl Gustaf Moritz, ägare till Sandviks Ångsågs AB. 
Moritz donerade vid sin död 1897 gården till Umeå stad , på villkor att hans syster, änkefru Malin Corin:
| ”                                          | ... må, så länge hon vill hyresfritt begagna öfre våningen i flygelbyggnaden, stenkällaren under bagarstugan, torkvinden öfver vedboden och matboden, sydligaste vagnslidret med deröfver befintlig vind samt andel i bagarstuga och afträde... | „ |
| – Ur C. G. Moritz testamente, 2 april 1897 | |   |

Liknande villkor uppställde Moritz även för sin ogifta syster Carolina. Moritz uttryckte också sin önskan om att en del av gården skulle anvisas som bostad för läroverkets rektor, men någon sådan kom aldrig att flytta in. Istället har det använts för vitt skilda ändamål.
Åren 1908–1912 fungerade huset som lokal för de blå dragonernas kavalleriskola. År 1917 blev huset brandstation när Umeå stads första brandkår flyttade in; cheferna intog huvudbyggnaden, fotfolket fick bo i gårdshusen, och såväl hästdragen brandspruta som hästdragen ambulans fick plats i ett uthus. Längre fram på 1920-talet inrymdes både aftonskola och kontor för beredskapsarbeten.
Senare hyresgäster inkluderar stadsfogdekontoret, elverket, pensionärsverksamhet, lokaltrafikens busschaufförer och undervisningslokaler för måleri och teckning.
År 1965 beslöt stadsfullmäktige – understödda av universitetsstudenter som demonstrerade för en rivning – att huset skulle jämnas med marken för att ge plats åt ett efterlängtat kulturhus. Rivningen verkställdes dock inte, istället fick huset 18 år senare flyttas för att ge plats åt ett nytt stadsbibliotek och Folkets hus 
Sedan 1985 är Moritska gården ett byggnadsminne, och inhyser numera huvudkontoret för AB Bostaden.

## Flytten till nuvarande plats
1983 flyttades gården till sin nuvarande plats i korsningen mellan Östra Kyrkogatan och Storgatan, mitt emot Döbelns park. På denna tomt, Härmod 1, låg tidigare stadsförsamlingens prästgård, ritad 1895 av samma arkitekt, Carl Fridolf Engelbert Sandgren.
I samband med flytten brann den västra delen av byggnaden ner och fick rekonstrueras. Den 1 april 1983 hade Västerbottens-Kuriren ett aprilskämt om att den som mätt upp den nya tomten hade använt taiwanesiska stålmåttband som inte klarade vintern och huset skulle därför hamna ett par decimeter in på körbanan på Östra Kyrkogatan.

## Galleri

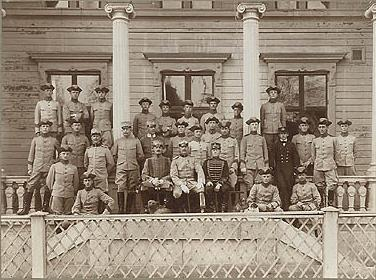
Kungliga Västerbottens regemente (inkl. Folke Bernadotte, 1910-tal
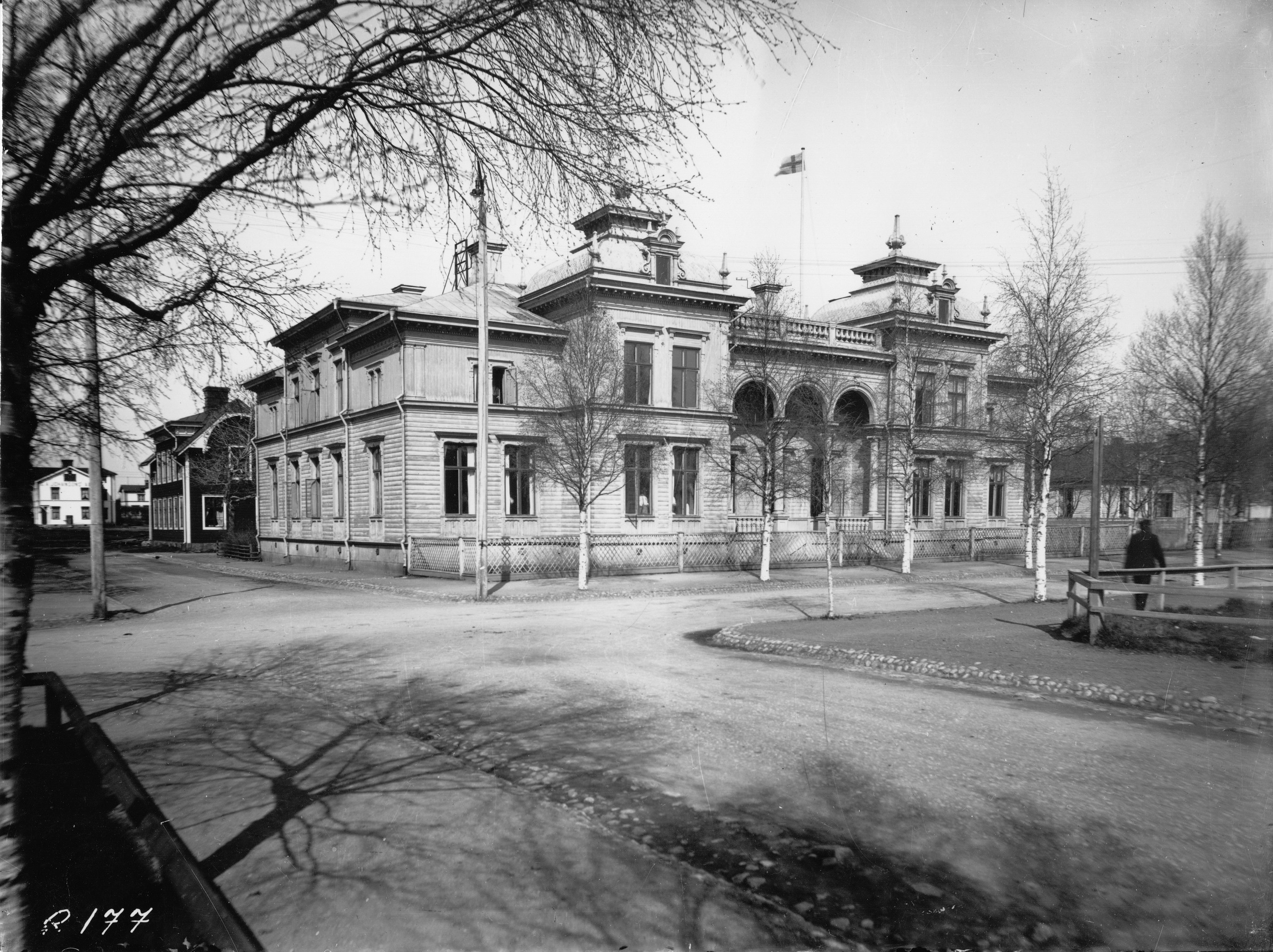
Moritzska gården 1916.
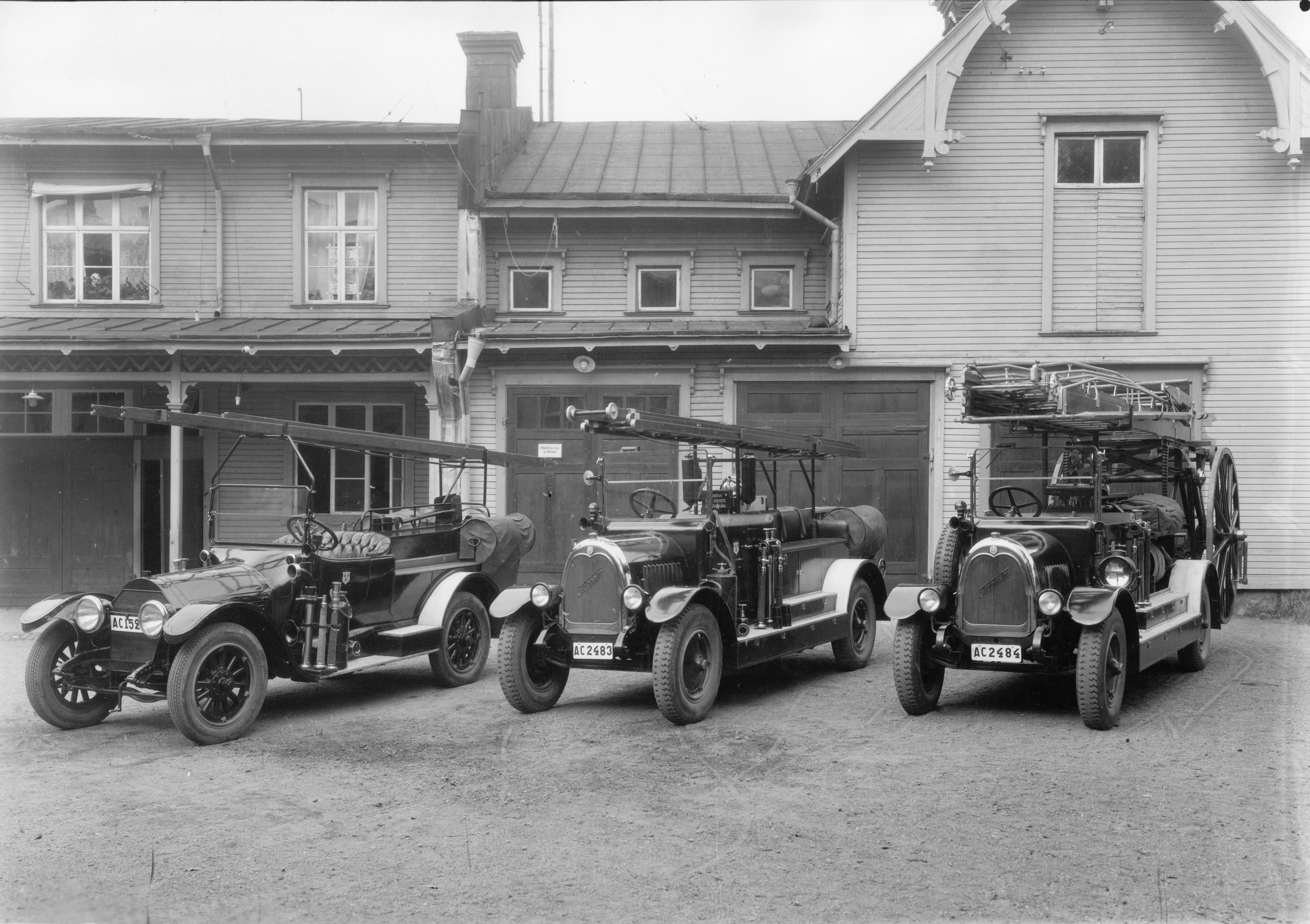
Umeås första brandbilar vid Moritzska gårdens uthus, sent 1920-tal.
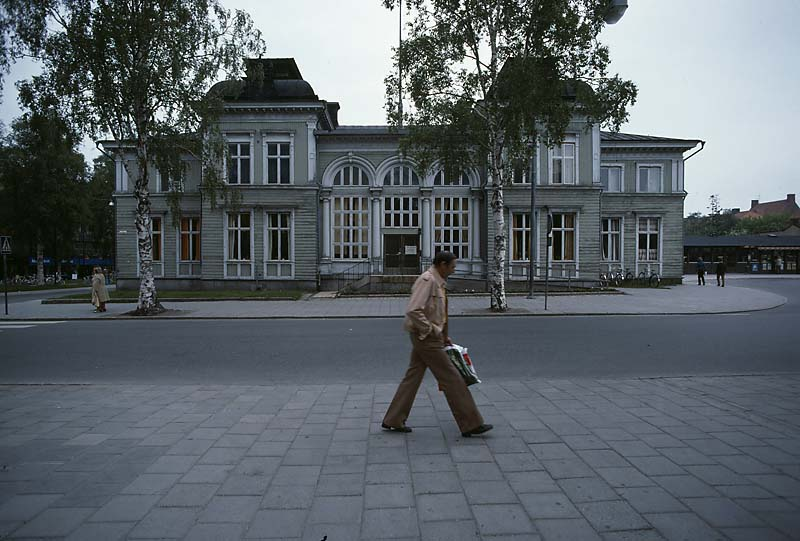
Moritzska gården 1979.
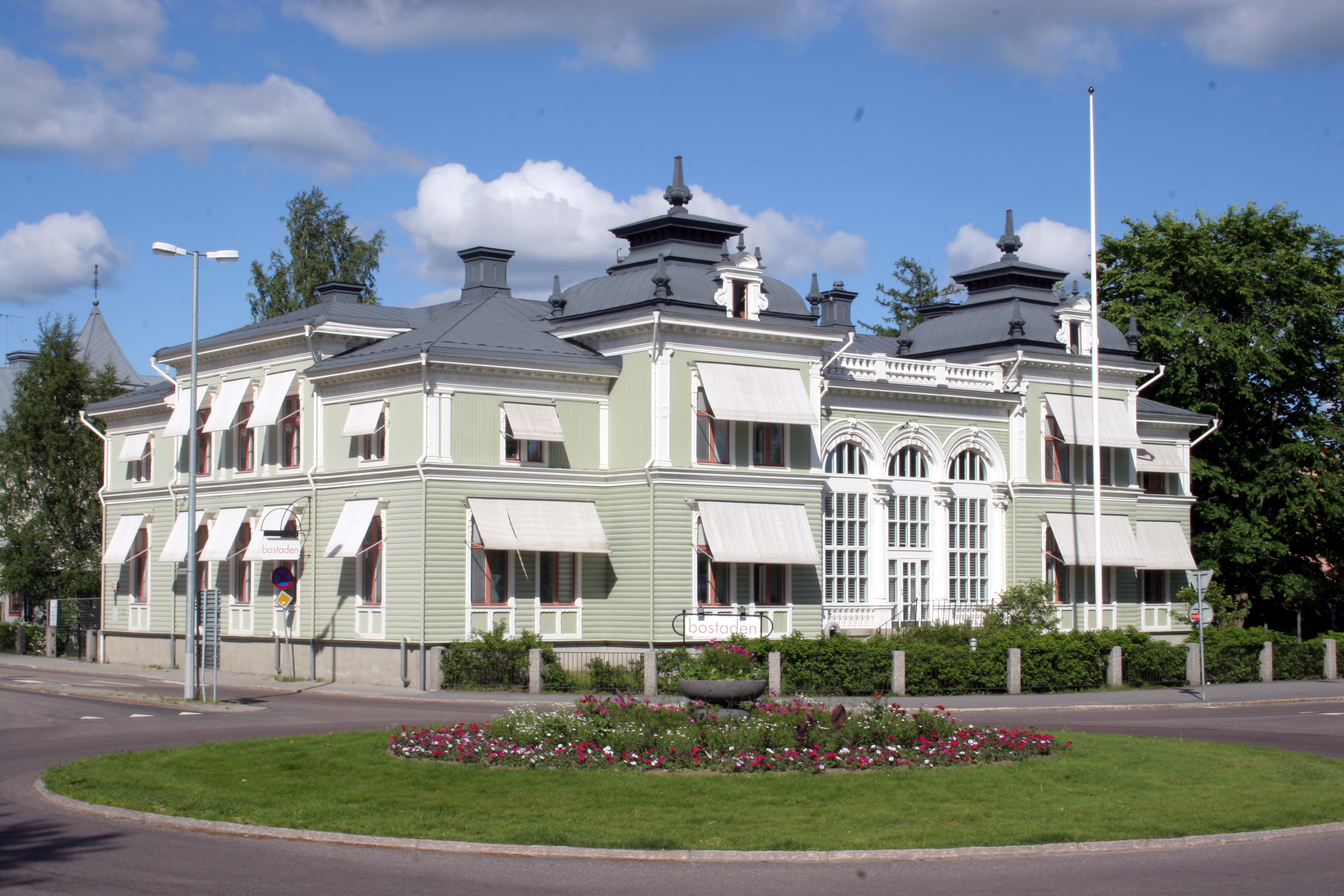
Moritzska gården 2005.